# Diplazium unilobum
Diplazium unilobum là một loài dương xỉ trong họ Athyriaceae. Loài này được Hieron. mô tả khoa học đầu tiên năm 1917.